# تسفينغر

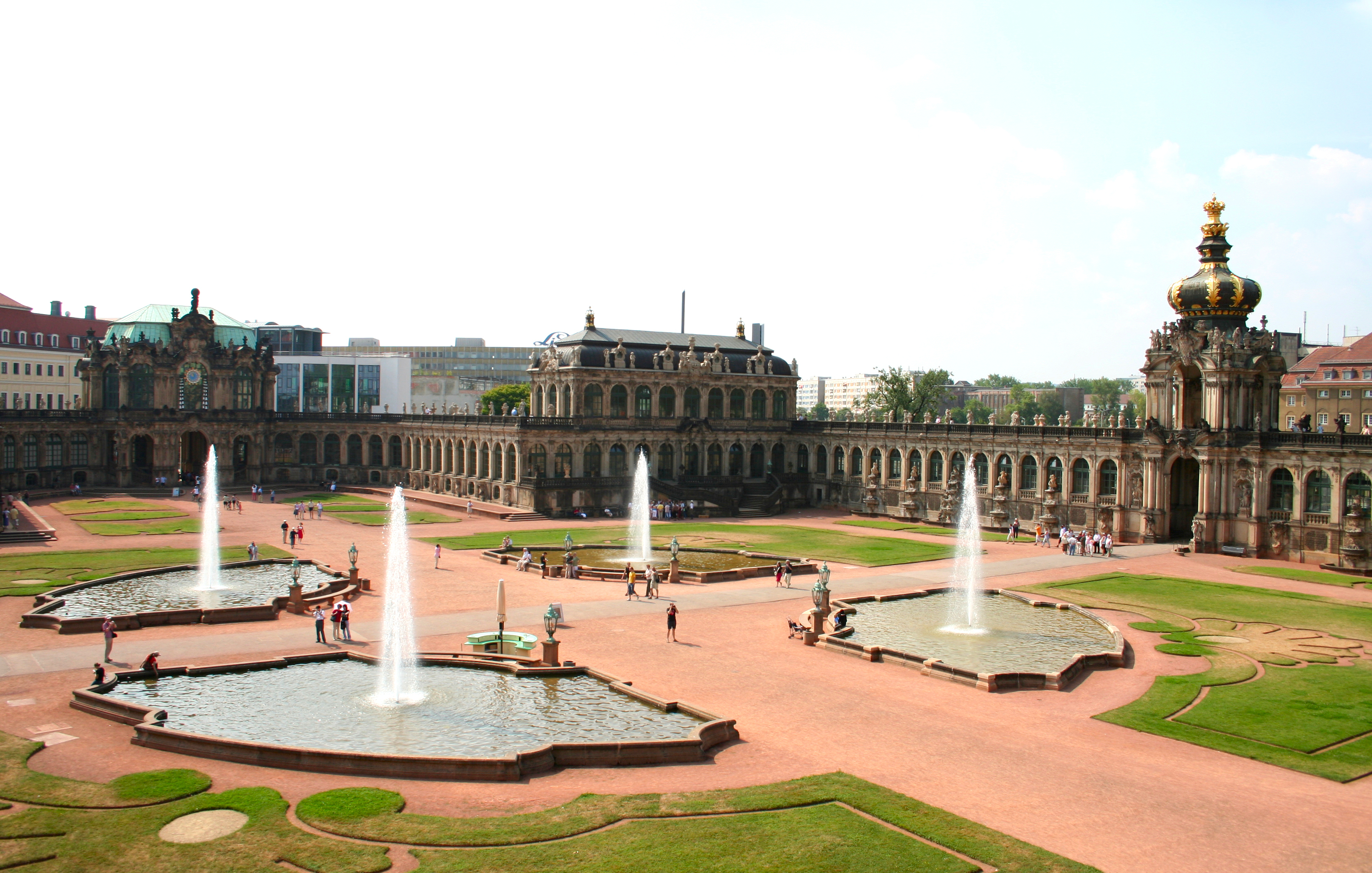
قصر تسفينغر، درسدن، ألمانيا

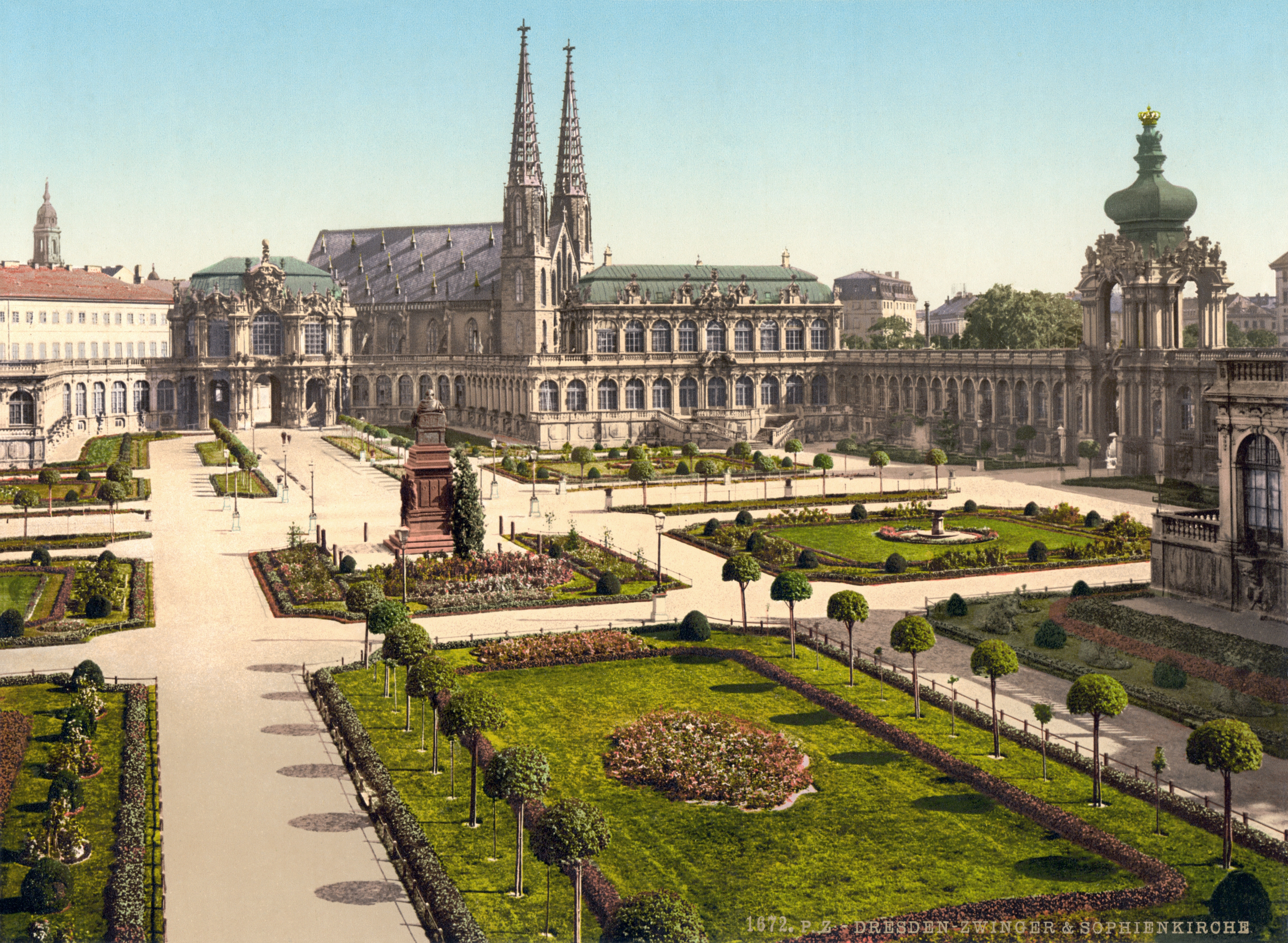
صورة لحديقة قصر تسفينغر في مدينة دريسدن مطبوعة حوالي عام 1895

التسفينغر (بالألمانية: Dresdner Zwinger) هو قصر في شرقي ألمانيا في مدينة درسدن بني في نمط الروكوكو وصمم من قبل مهندس البلاط ماتايوس دانييل بوبلمان. كان فيه مشتل برتقال وصالة معارض وساحة احتفالات لبلاط درسدن.
كان الموقع في السابق جزءا من حصن درسدن التي بقي منها الجدار الخارجي. اسم القصر مشتق من الكلمة الألمانية Zwinger (المنطقة المغلقة بين الجدارين الأول والثاني أمام القلعة أو بوابة المدينة) حيث كانت للمدافع بين الجدار الخارجي والجدار الرئيسي.  لم تكن التسفينغر مغلقة بشكل كامل حتى بني مبنى سيمبر غاليري من قبل غوتفريد سيمبر على الطراز الكلاسيكي الجديد في الجانب الشمالي.
أما اليوم، يشكل التسفينغر مجمعا للمتاحف الذي تحتوي على معرض صور السادة القدماء (Gemäldegalerie Alte Meister)، ومجموعة درسدن للبورسلان (Porzellansammlung) والصالون الملكي للأدوات الرياضية والفيزيائية (Mathematisch-Physikalischer Salon).

## الموقع الحالي في وسط المدينة
يغطي التسفينغر مساحة تقع على الطرف الشمالي الغربي من البلدة القديمة الداخلية (Innere Altstadt) وهي جزء من قلب مدينة درسدن. يقع بجوار معالم سياحية شهيرة أخرى، من بينها قصر درسدن وبيت أوبيرا سيمبر. يحد التسفينغر من جهة الجنوب الشرقي شارع سوفينشتراسه ومن الجنوب بوستبلاتز وأوسترا آلي من الجنوب الغربي وآم تسفينغرتايش من الشمال الغربي وساحة المسرح (تياتربلاتز) من الشرق. تشمل المباني المجاورة مسرح مدينة درسدن إلى الجنوب الغربي، هاوس آم تسفينغر إلى الجنوب وفندق قصر تاشنبيرغ إلى الجنوب الشرقي والجناح الغربي من القصر مع متحف القنطرة الخضراء إلى الشرق وبيت الحرس القديم إلى الشمال الشرقي وبيت أوبرا سيمبر إلى الشمال والإسطبلات الملكية السابقة في الشمال الغربي. تقع بالقرب من التسفينغر كاتدرائية درسدن والقرية الإيطالية في ساحة المسرح  ومبنى فيلسدروفر كوبوس في بوستبلاتز وحديقة الدوقة مع ما تبقى من بناء مشتل البرتقال في الغرب. تقع ضفاف نهر إلبه المدرجة على بعد 200 متر إلى الشمال الشرقي من التسفينغر.

## التاريخ

### أصل التسمية

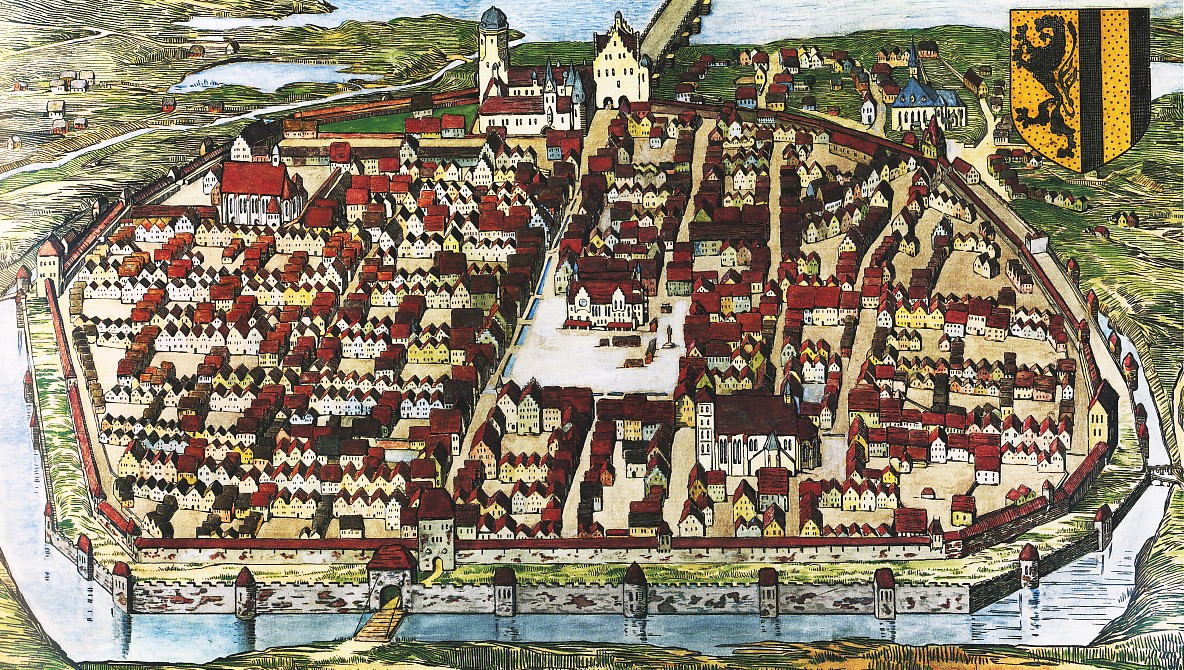
صورة لدرسدن حوالي عام 1521 مع مسار نهر فايسريتس القريب (أعلى اليسار)

تعود تسمية تسفينغر إلى المصطلح الألماني من القرون الوسطى الذي يشير للجزء من التحصينات بين الجدارين الدفاعيين الخارجي والداخلي. تشير الأدلة الأثرية إلى أول سور للمدينة تم إنشاؤه في الربع الأخير من القرن الثاني عشر. تشير وثيقة  سيفيتاس في 1216 إلى وجود حصن درسدن في ذلك الوقت.
في 1427 وخلال حروب الهوسيين بدأ العمل على تعزيز دفاعات المدينة وتم بناء جدار ثان خارجي. بدأت هذه التحسينات بالقرب من بوابة فيلدروفر تور. تم طمر الخندق القديم ونقله خطوة بخطوة. كان يشار إلى المنطقة الواقعة بين الجدرين "تسفينغر"، وفي المنطقة القريبة من القلعى، كانت تستخدم من قبل البلاط الملكي كبساتين. موقع حديقة تسفينغر (Zwingergarten) من تلك الفترة غير معروف بالتحديد، إلا أنه كان يقع بين التحصينات على الجانب الغربي من المدينة. كان مداه يختلف في الأماكن التي طرأت عليها تحسينات لاحقة ويصور بأشكال مختلفة باختلاف الخرائط.
هذا البستان الملكي كان يستخدم لتزويد البلاط بالإضافة إلى وظيفته الدفاعية كما يدل اسمه. أما في القرن الثامن عشر، لم تؤخذ الوظيفة الدفاعية في عين الاعتبار عندما تم العمل على القصر الحالي، إلى أن الاسم بقي وانتقل إلى المبنى الجديد. الأجزاء الجنوب غربية من المبنى الباروكي لتسفينغر درسدن، بما في ذلك بوابة كروننتور قائمة على أجزاء من الجدار الخارجي التي لا تزال ظاهرة إلى يومنا هذا، ولكن لم يعد هناك أي أثر للجدار الداخلي.

### التطور الأولي للمدينة في منطقة تسفينغر
حتى أواسط القرن السادس عشر كانت منطقة تسفينغر الحالية خارج تحصينات المدينة. كان جزء من نهر فايسريتز يمر بجوار التسفينغر والذي كان يصب في نهر إلبه عند القلعة القديمة. في عام 1569 بدأت أعمال كثيفة على إعادة التطوير وتشييد المباني الجديدة عند التحصينات الغربية للقلعة على أساس خطط رئيسية من قبل روكس كويرين كونت لينار الذي جاء من فلورنسا. كانت السدود اللازمة في منطقة التقاء النهر تحديا كبيرا. في ربيع 1570 تسبب نهر فايسريتز بفيضان شديد الضرر في أحد السدود التي أعاقت بناء المشروع لفترة قصيرة. ثم في عام 1572، توقفت أعمال البناء على التحصينات مؤقتا.

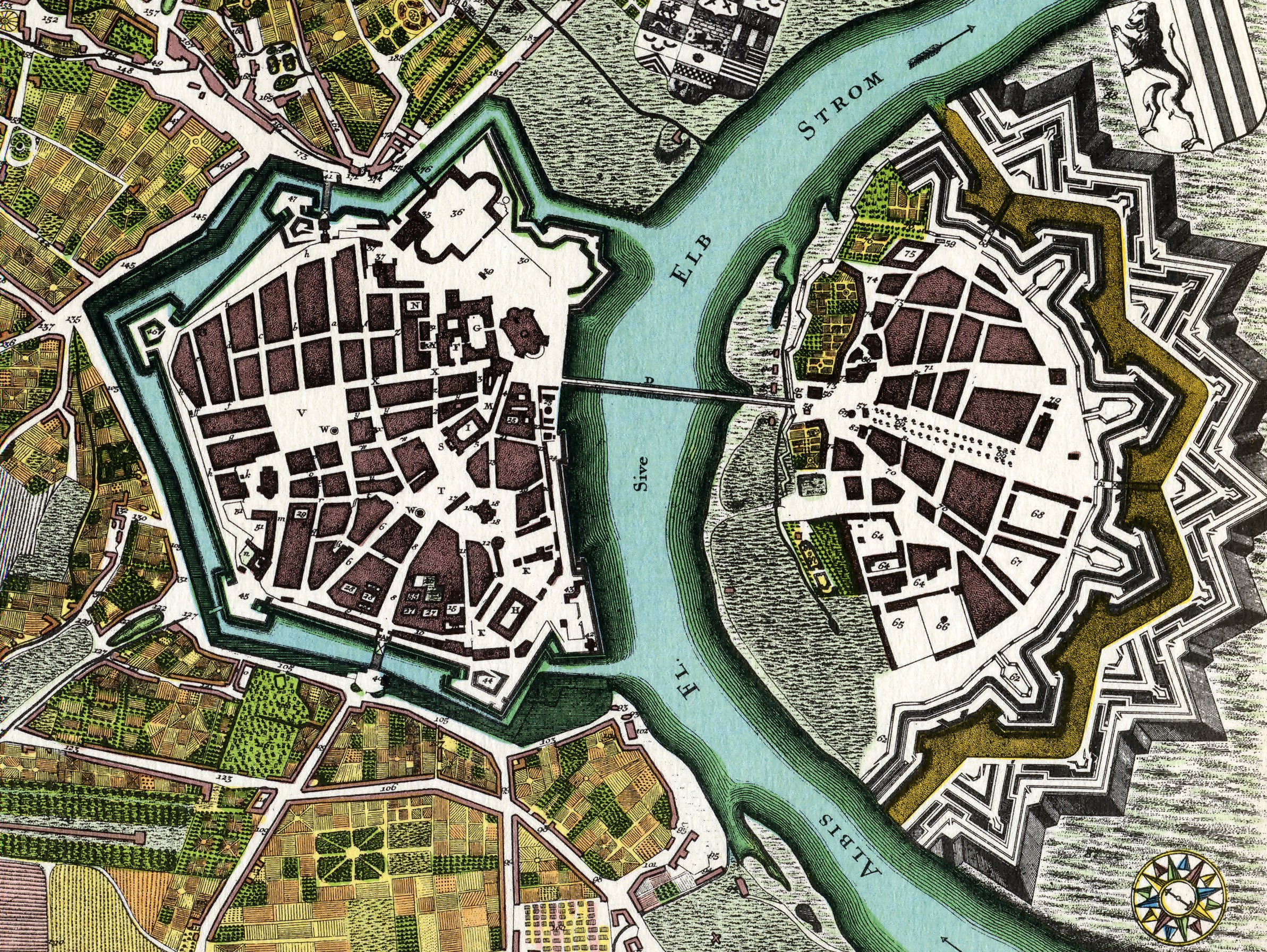
مخطط لمدينة دريسدن في عام 1750 مع تحصينات تسفينغر من قبل لينار (في النصف الأيسر من الصورة، اتجاه الشمال إلى اليمين)

### التاريخ المبكر

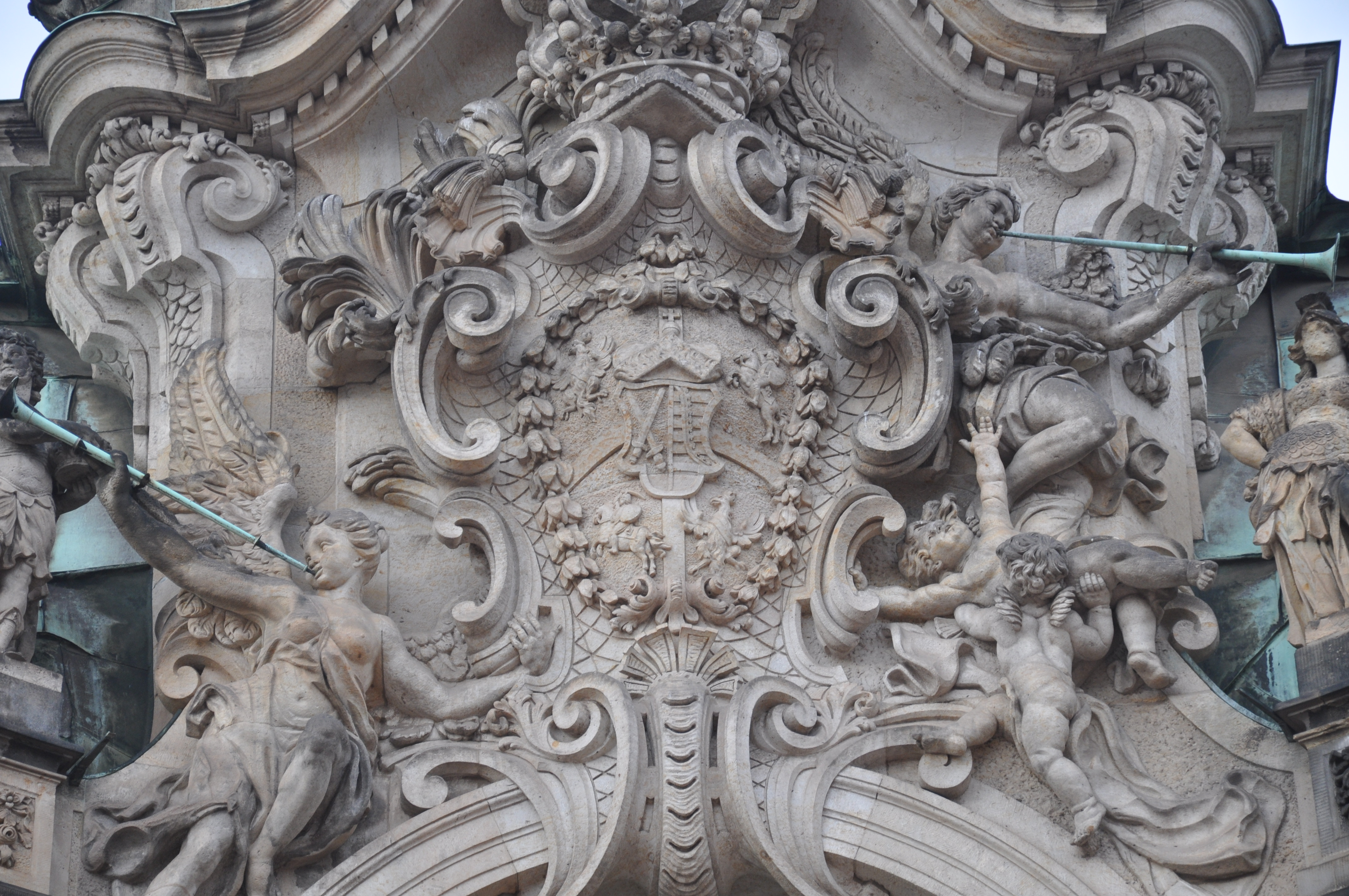
شعار الكومنولث البولندي الليتواني على فالبافيليون (جناح المتاريس)

أوغسطس القوي, ملك بولندا وحاكم ساكسونيا عاد من جولة عبر فرنسا وإيطاليا في عام 1687–89 في الوقت الذي نقل لويس الرابع عشر عرشه إلى فرساي. عند عودته إلى درسدن، بعد أن رتب ليتم انتخابه ملكا لبولندا (1697)، أراد أن يبني قصرا مماثلا لنفسه. لم تعد هناك حاجة اللتحصينات، وكانت المساحات جاهزة لمخططاته. كانت الخطط الأصلية  من قبل مهندس ماتيوس دانيال بوبلمان التي وضعها قبل 1711 تغطي مساحة هذا المجمع من القصر والحديقة وشملت أيضا المساحات وصولا إلى نهر الإلب كحدائق، والتي بني عليها مبنى أوبيرا سيمبر وساحته في القرن التاسع عشر.
تم تصميم التسفينغر من قبل بوبلمان وشيد على مراحل من 1710 إلى 1728. تم توفير المنحوتات من قبل بالتازار بيرموسر. دشن التسفينغر رسميا في 1719 بمناسبة زواج الأمير فريدريك أغسطس من ابنة امبراطور هابسبورغ الأرشيدوقة ماريا جوزيفا. في ذلك الوقت كان الهيكل الخارجي من المباني قد تم تشييده مع الأجنحة والمعارض، فشكلت خلفية صادمة لهذا الحدث. لم ينته التصميم الداخلي قبل عام 1728، ومع ذلك فكان يفي بالغرض كمعارض وصالات وقاعات مكتبة.
تسببت وفاة أغسطس في عام 1733 بتوقف البناء بسبب أولويات أخرى للأموال. بقيت منطقة القصر مفتوحة باتجاه ساحة مبنى الأوبيرا والنهر. فيما بعد، تم تقليص المخططات وفي الفترة ما بين 1847 و1855 تم إغلاق المنطقة المتبقية ببناء جناح الغاليري الذي يفصل التسفينغر عن ساحة الأوبيرا. كان مهندس هذا المبنى والذي سمي في ما بعد سيمبر غاليري هو غوتفريد سيمبر، وهو الذي صمم الأوبيرا كذلك.

### التدمير وإعادة البناء

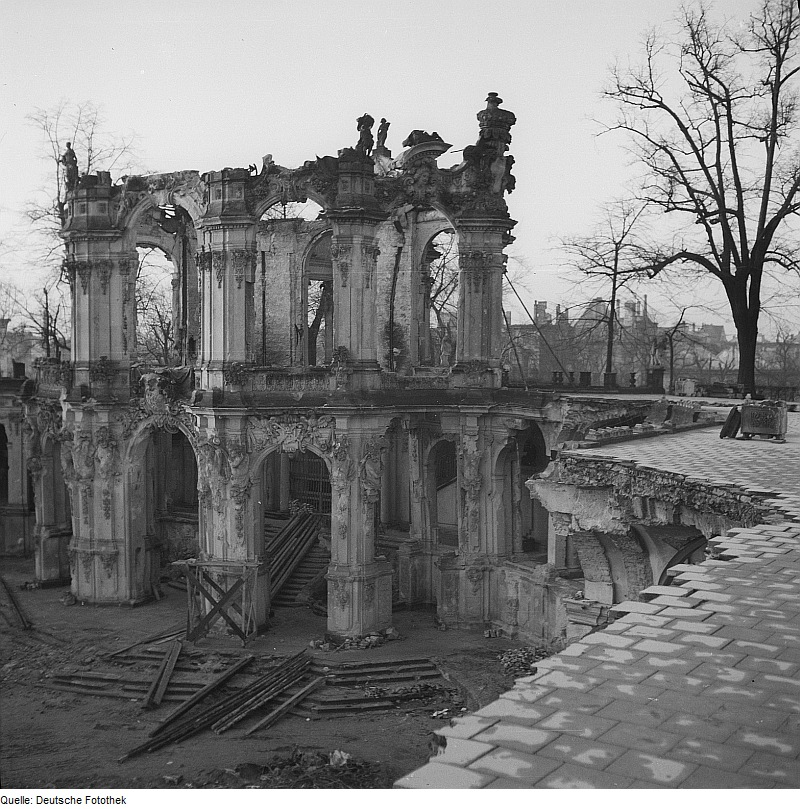
أنقاض جناح المتاريس (فالبافيليون) في عام 1945.

تم تدمير المبنى بشكل شبه كامل نتيجة القصف والغارات من 13-15 فبراير 1945. كانت المجموعات الفنية قد تم إخلاؤها من قبل. بدأت عملية إعادة الإعمار بدعم من إدارة الجيش السوفياتي في عام 1945، وافتتحت أجزاء من المجمع المرمم للجمهور في عام 1951. تم استعادة التسفنغر إلى وضعه قبل الحرب عام 1963.

## وصلات خارجية
- خريطة التسفينغر
- التسفينغر ومتاحفه
- قصور وحدائق درسدن